# 小中高一貫教育

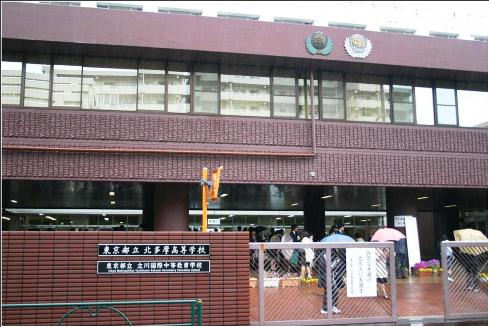
東京都立立川国際中等教育学校

小中高一貫教育（しょうちゅうこういっかんきょういく）とは、初等教育（一般の小学校で行われている教育）と中等教育（一般の中学校や高等学校、中等教育学校で行われている教育）の課程を調整し、無駄をはぶいて一貫性を持たせた体系的な教育方式のことである。

## 概要
これを行っている学校を小中高一貫校（しょうちゅうこういっかんこう）と言い、ほとんどが私立の学校で、公立の学校で行っているのは皆無に等しい。日本で初めて設立されたのは2005年、群馬県太田市に開校した、私立のぐんま国際アカデミーであり、現在のところ初等部から高等部まで12学年の児童・生徒が在籍している。山梨県の日本航空学園も小中高一貫校の設立を計画したが、現在のところ計画を見合わせている。
公立では、2017年に、東京都教育委員会が、中高一貫教育に実施している東京都立立川国際中等教育学校の近くに附属小学校を設置ことを発表し、2022年4月に、小学校が開校した。
無試験で上級学校に進学する学校を俗に「エスカレーター式」と呼ぶことがあるため、小中高一貫校もこのように呼ばれることがある。